# Jugador del Año de la Premier League

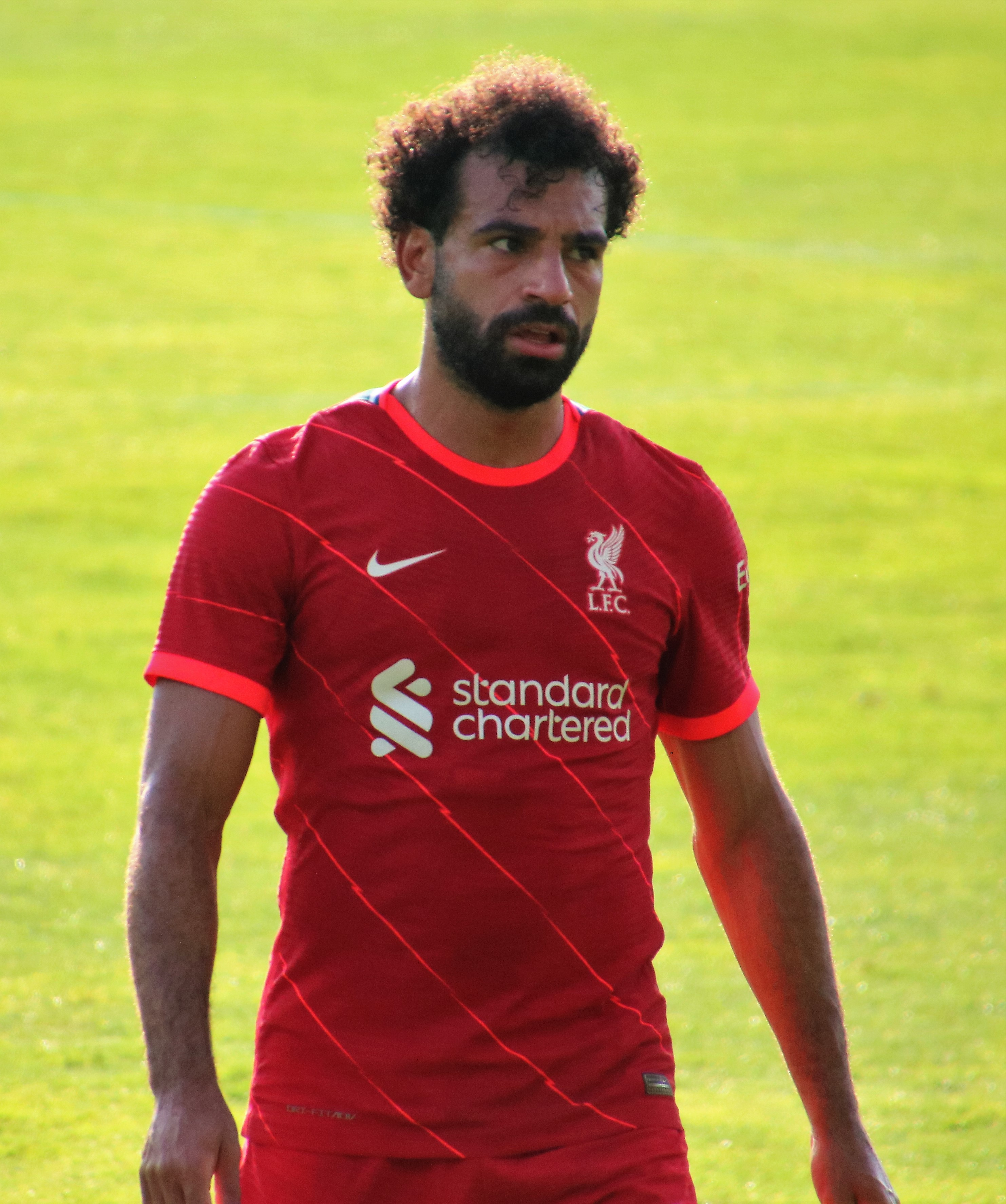
Mohamed Salah, elegido Jugador del Año de la Premier League en la temporada 2024-25.

El Jugador del Año de la Premier League ("Premier League Player of the Season") es un galardón anual del fútbol inglés otorgado desde 1994, que reconoce al mejor jugador de la temporada en la Premier League.
El Jugador del Año de la Premier League ("Premier League Player of the Season") es un galardón concedido al mejor jugador de la temporada en la premier league, máxima categoría del fútbol inglés.
El galardón es concedido por un jurado formado por expertos y un delegado del patrocinador de la Premier.

## Ganadores
| Temporada | Jugador             | Club              |
| --------- | ------------------- | ----------------- |
| 1994–95   | Alan Shearer        | Blackburn Rovers  |
| 1995–96   | Peter Schmeichel    | Manchester United |
| 1996–97   | Juninho             | Middlesbrough     |
| 1997–98   | Michael Owen        | Liverpool         |
| 1998–99   | Dwight Yorke        | Manchester United |
| 1999–00   | Kevin Phillips      | Sunderland        |
| 2000–01   | Patrick Vieira      | Arsenal           |
| 2001–02   | Fredrik Ljungberg   | Arsenal           |
| 2002–03   | Ruud van Nistelrooy | Manchester United |
| 2003–04   | Thierry Henry       | Arsenal           |
| 2004–05   | Frank Lampard       | Chelsea           |
| 2005–06   | Thierry Henry       | Arsenal           |
| 2006–07   | Cristiano Ronaldo   | Manchester United |
| 2007–08   | Cristiano Ronaldo   | Manchester United |
| 2008–09   | Nemanja Vidić       | Manchester United |
| 2009–10   | Wayne Rooney        | Manchester United |
| 2010–11   | Nemanja Vidić       | Manchester United |
| 2011–12   | Vincent Kompany     | Manchester City   |
| 2012–13   | Gareth Bale         | Tottenham Hotspur |
| 2013-14   | Luis Suárez         | Liverpool         |
| 2014-15   | Eden Hazard         | Chelsea           |
| 2015-16   | Jamie Vardy         | Leicester City    |
| 2016-17   | N'Golo Kanté        | Chelsea           |
| 2017-18   | Mohamed Salah       | Liverpool         |
| 2018-19   | Virgil van Dijk     | Liverpool         |
| 2019-20   | Kevin De Bruyne     | Manchester City   |
| 2020-21   | Rúben Dias          | Manchester City   |
| 2021-22   | Kevin De Bruyne     | Manchester City   |
| 2022-23   | Erling Haaland      | Manchester City   |
| 2023-24   | Phil Foden          | Manchester City   |
| 2024-25   | Mohamed Salah       | Liverpool         |

## Galardones por club
| Club              | Galardones |
| ----------------- | ---------- |
| Manchester United | 8          |
| Manchester City   | 6          |
| Liverpool         | 5          |
| Arsenal           | 4          |
| Chelsea           | 3          |
| Tottenham         | 1          |
| Blackburn Rovers  | 1          |
| Middlesbrough     | 1          |
| Leicester City    | 1          |
| Sunderland        | 1          |

## Galardones por nacionalidad
| País              | Galardones |
| ----------------- | ---------- |
| Inglaterra        | 8          |
| Francia           | 4          |
| Bélgica           | 4          |
| Portugal          | 3          |
| Países Bajos      | 2          |
| Serbia            | 2          |
| Egipto            | 2          |
| Argelia           | 1          |
| Uruguay           | 1          |
| Gales             | 1          |
| Suecia            | 1          |
| Trinidad y Tobago | 1          |
| Brasil            | 1          |
| Dinamarca         | 1          |
| Noruega           | 1          |